# Focaccia
Focaccia is een Italiaans plat brood. Het komt oorspronkelijk uit Ligurië, de streek rond Genua, en de naam komt waarschijnlijk van het Latijnse focus (haard), zoals het werd genoemd door de Etrusken die het brood op hete stenen bakten. 
De deegbodem van focaccia is te vergelijken met die van een pizza, maar dikker. De basis bestaat uit bloem met een hoog glutengehalte, olie, water, suiker, zout en gist. 
Focaccia wordt meestal met de hand in een dikke deeglaag uitgerold en gedrukt. De deegbodem wordt dan in een steenoven gebakken. De bakker doorboort vaak het brood met een mes om te voorkomen dat er aan het oppervlak van het brood bubbels ontstaan. Grote bubbels maken focaccia ongeschikt als sandwichbrood.
De smaak van het brood kan versterkt worden door olijfolie en kruiden te gebruiken; of door het te beleggen met kaas en ham of te verfrissen met verschillende groenten.
Focaccia wordt in Italië veel gebruikt als sandwichbrood, maar kan ook als bijgerecht bij minestrone en Italiaanse maaltijden worden gebruikt, of met wat olijfolie.
Andere Italiaanse broodsoorten:
- Ciabatta
- Panettone
- Italiaanse bol